# Połęcko (Krosno Odrzańskie)
Pour les articles homonymes, voir Połęcko.
Połęcko (prononciation : [pɔˈwɛnt͡skɔ]) est un village polonais de la gmina de Maszewo dans le powiat de Krosno Odrzańskie de la voïvodie de Lubusz dans l'ouest de la Pologne.
Il se situe à environ 2 kilomètres au sud-ouest de Maszewo (siège de la gmina), 15 kilomètres à l'ouest de Krosno Odrzańskie (siège du powiat) et 44 kilomètres au nord-ouest de Zielona Góra (siège de la diétine régionale).
Le village comptait approximativement une population de 374 habitants en 2008.

## Histoire
Avant 1945, ce village était sur le territoire de l'Empire allemand dans le Royaume de Prusse dans la province de Brandebourg sous le nom de Pollenzig. (voir Évolution territoriale de la Pologne)
De 1975 à 1998, le village appartenait administrativement à la voïvodie de Zielona Góra.

Depuis 1999, il appartient administrativement à la voïvodie de Lubusz